# Fifty Shades Freed
Fifty Shades Freed is een Amerikaanse erotische, romantische dramafilm uit 2018 met in de hoofdrollen Dakota Johnson en Jamie Dornan. De film is een vervolg op Fifty Shades Darker uit 2017 en de verfilming van het gelijknamige boek van E.L. James. 

## Verhaal
Anastasia trouwt met Christian Grey. Hun huwelijk komt al snel voor enkele hevige uitdagingen te staan, met een architecte die achter Christian aanzit en de voormalige werkgever van Anastasia die wraak op haar wil nemen.

## Rolverdeling
| Acteur            | Personage                |
| ----------------- | ------------------------ |
| Jamie Dornan      | Christian Grey           |
| Dakota Johnson    | Anastasia "Ana" Steele   |
| Eric Johnson      | Jack Hyde                |
| Max Martini       | Jason Taylor             |
| Eloise Mumford    | Kate Kavanagh            |
| Arielle Kebbel    | Gia Matteo               |
| Marcia Gay Harden | Dr. Grace Trevelyan Grey |
| Luke Grimes       | Elliot Grey              |
| Rita Ora          | Mia Grey                 |
| Victor Rasuk      | José Rodriguez           |
| Kim Basinger      | Elena Lincoln            |
| Fay Masterson     | Gail Jones               |

## Productie
De film werd back-to-back opgenomen met zijn voorganger (Fifty Shades Darker) tussen 9 februari 2016 en 12 juli 2016. Er werd o.a. gefilmd in Vancouver en Parijs.

## Ontvangst
Op Rotten Tomatoes behaalt de film een Rotten rating van 11%, gebaseerd op 97 recensies met een gemiddelde van 3,3/10.
Metacritic komt op een score van 32/100, gebaseerd op 38 recensies.